# Łazar Christow
Łazar Christow (buł. Лазар Христов, ur. 17 lutego 1954) – bułgarski kajakarz. Brązowy medalista olimpijski z Moskwy.
Zawody w 1980 były jego drugimi igrzyskami olimpijskimi, debiutował w 1976. Pod nieobecność sportowców z części krajów tzw. Zachodu, zajął trzecie miejsce w kajakowej czwórce na dystansie 1000 metrów. Osadę łodzi tworzyli również Borisław Borisow, Bożidar Milenkow i Iwan Manew.